# Smilax nipponica
Smilax nipponica är en enhjärtbladig växtart som beskrevs av Friedrich Anton Wilhelm Miquel. Smilax nipponica ingår i släktet Smilax och familjen Smilacaceae. Inga underarter finns listade.

## Bildgalleri

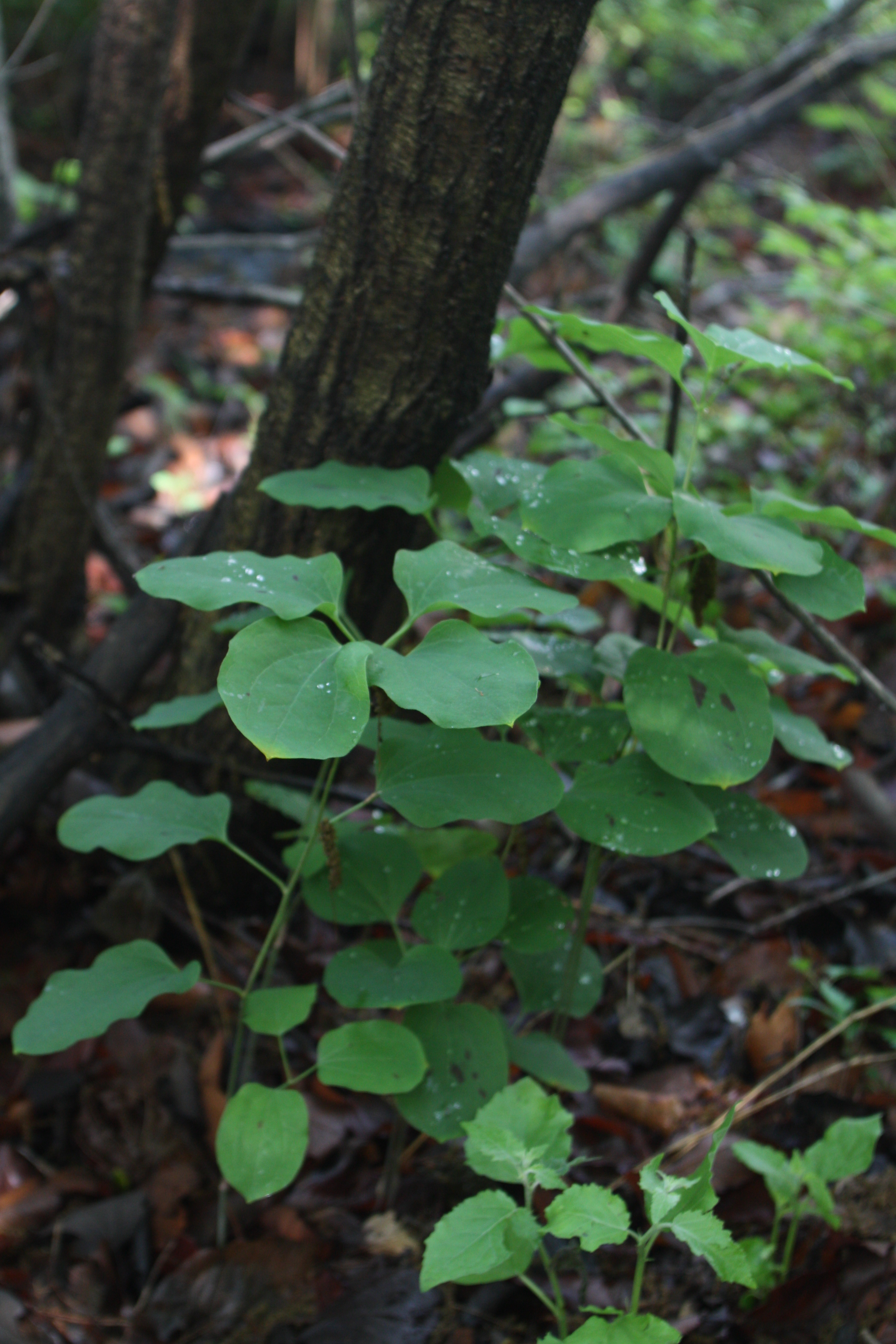
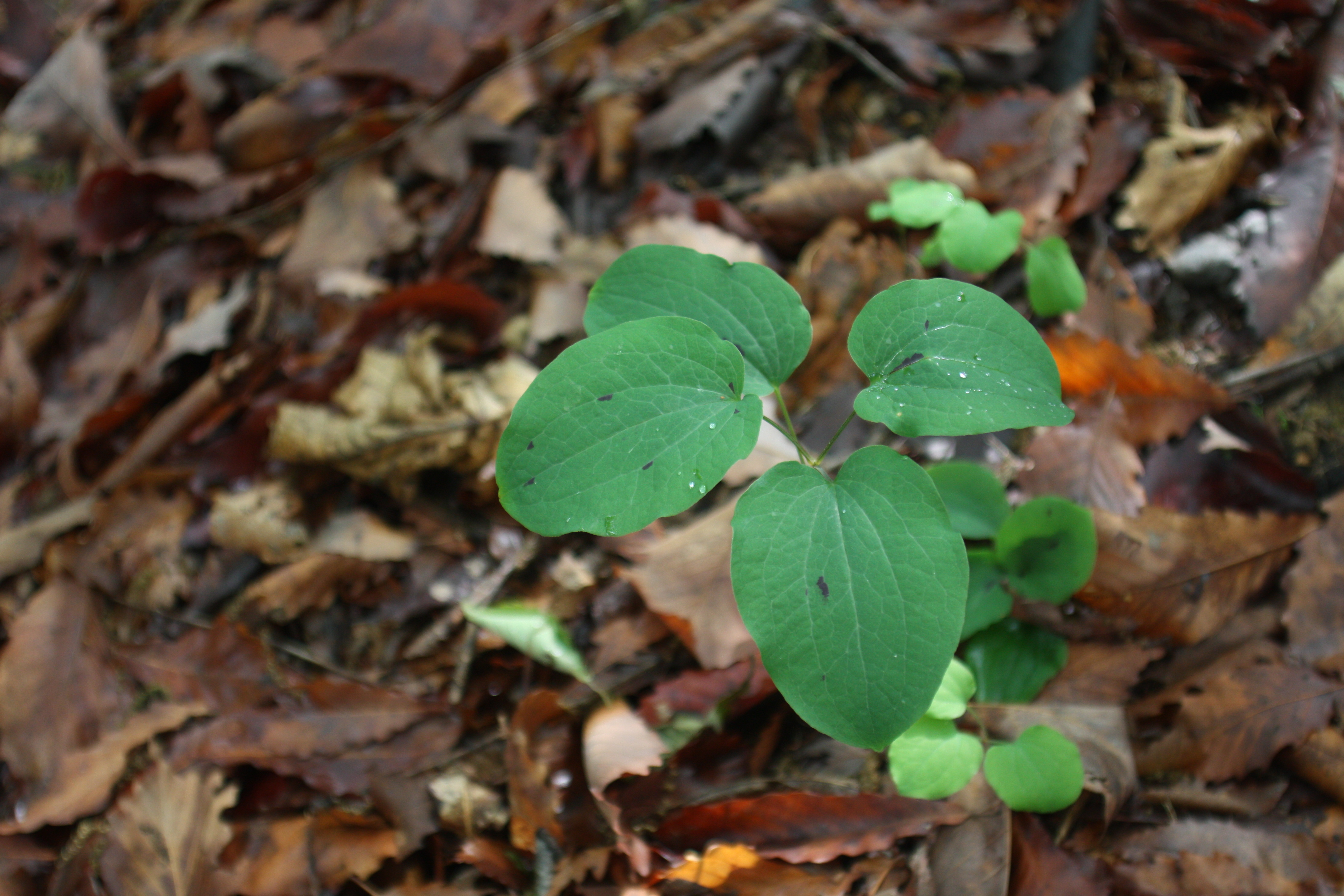
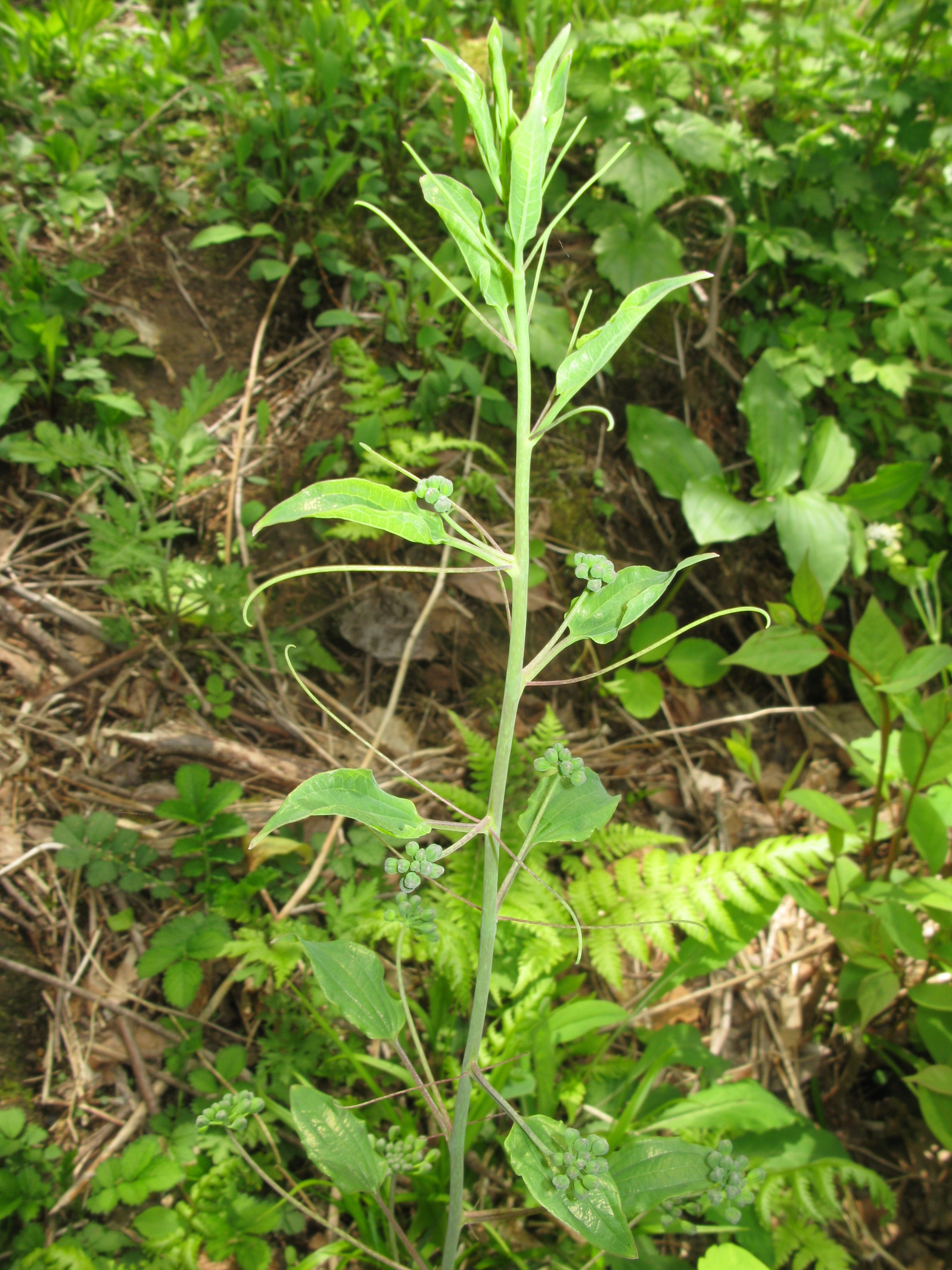
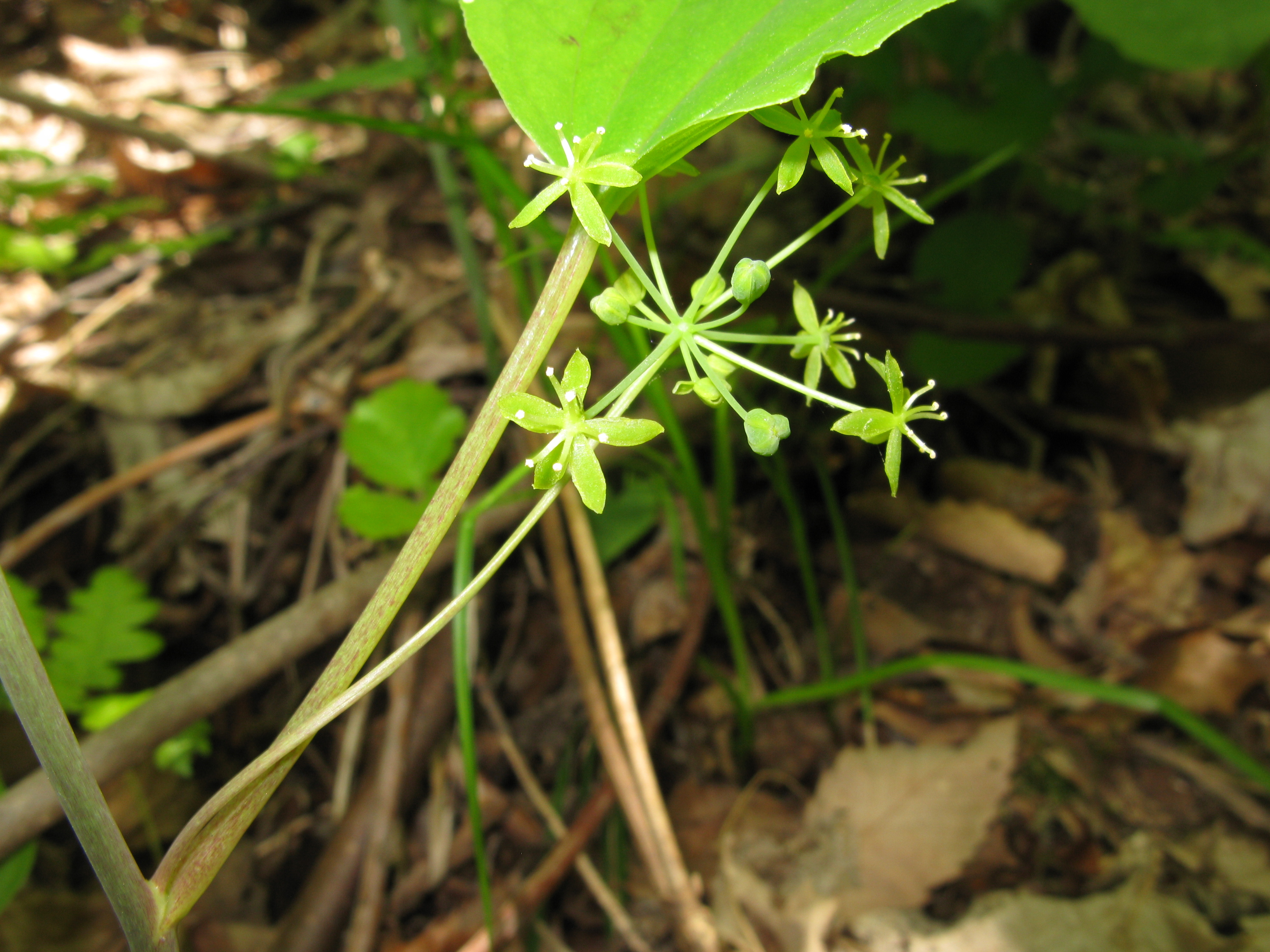
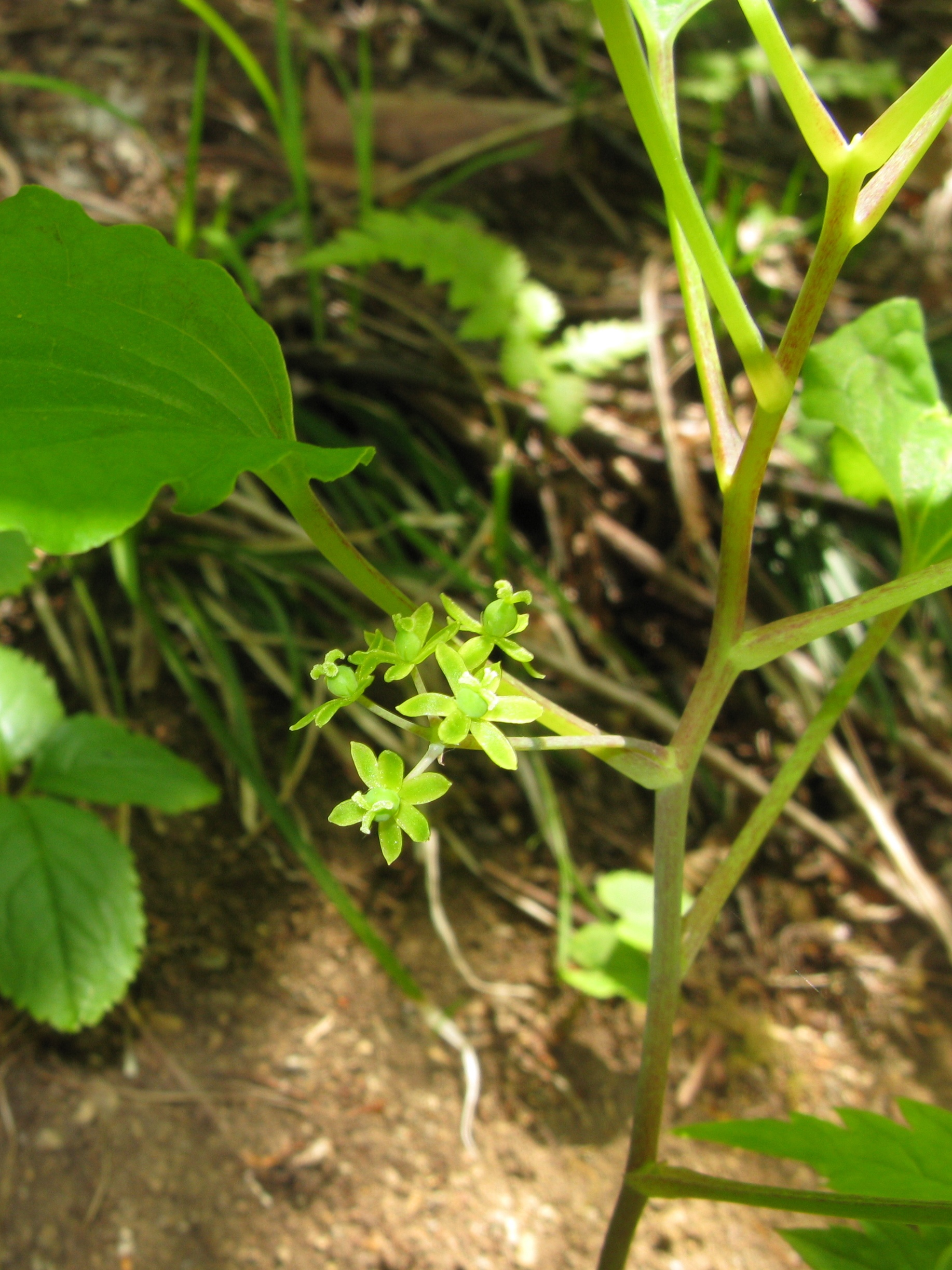
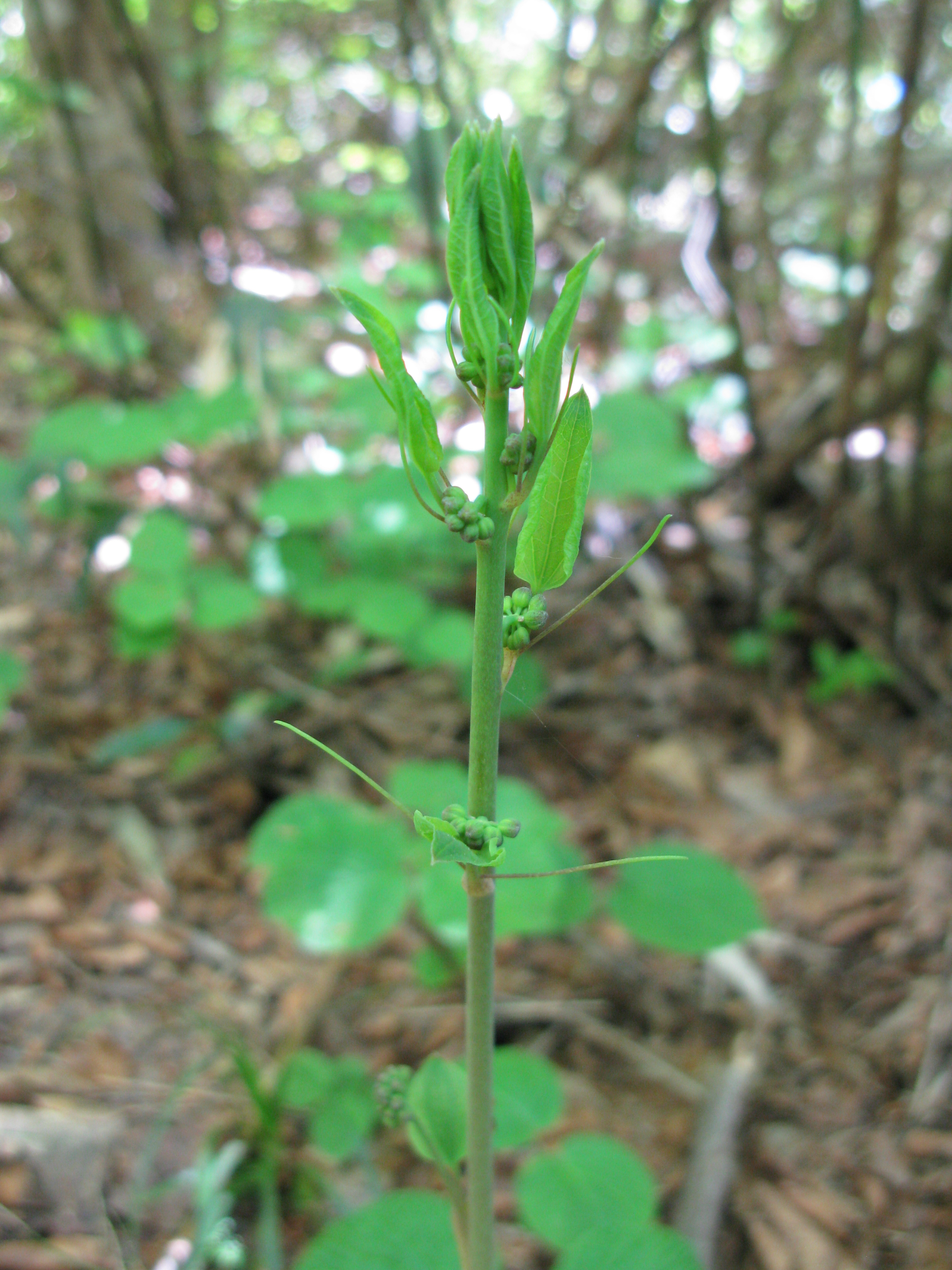